# Adán de Adelon
Adán de Adelon, también Adán de Gibelet-Besmedin (fallecido después de 1198), fue señor de Adelon en el Reino de Jerusalén.
Fue el hijo menor de Hugo de Gibelet (fallecido después de 1220), señor de Besmedin, y su esposa Inés de Ham.  Sus abuelos paternos fueron Guillermo de Gibelet (fallecido después de 1204), hijo de Guillermo II Embriaco, señor de Gibelet y Fadie, hija de Manasés de Hierges. Su abuelo materno fue Gerard de Ham, condestable de Trípoli.
Durante los años 1190, Adelon fue elevado a señorío y dado en feudo a Adán por el rey de Jerusalén.
Después de su muerte fue sucedido por su hermana Inés de Adelon, que se casó con un caballero flamenco llamado Teodorico de Termonde, que después sería nombrado condestable del Imperio latino.